# George Washington Glick
George Washington Glick, född 4 juli 1827 i Fairfield County, Ohio, död 13 april 1911 i Atchison, Kansas, var en amerikansk demokratisk politiker. Han var Kansas guvernör 1883–1885.
Glick studerade juridik och inledde 1850 sin karriär som advokat i Ohio. År 1858 flyttade han till Kansasterritoriet.
Glick efterträdde 1883 John St. John som Kansas guvernör och efterträddes 1885 av John Martin.
Glick avled 1911 och gravsattes på Mount Vernon Cemetery i Atchison.